# Васильев Хутор
Васи́льев Ху́тор (укр. Василів Хутір; с 1932 до 12 мая 2016 г. Соцзмага́ння) — село, Чугуевский городской совет, Харьковская область, Украина.
Код КОАТУУ — 6312090003. Население по переписи 2001 года составляет 172 (73/99 м/ж) человека.

## Географическое положение
Село Васильев Хутор находится на берегу реки Студенок, которая через пять километров впадает в реку Северский Донец (правый приток), выше по течению на расстоянии в двух с половиной километров расположено село Чапаевское. На расстоянии в полукилометра расположен посёлок городского типа Новопокровка, на расстоянии в трёх километрах — город Чугуев. В двух км расположен Чугуевский военный аэродром. Рядом проходит железная дорога, ближайшая станция Дачи в двух километрах.

## Происхождение названия
- В переводе с украинского языка укр. Соцзмагання — Соцсоревнование.

## История
- 1932 — дата основания колхоза Комсомольская коммуна[1] между Новопокровкой и Чугуевом на левом берегу реки Студенок в селе Соревнование.[1]
- В 1941-43 годах, во время ВОВ, село имело русское название Соревнова́ние.[1]
- В 1960-х годах название [Соц]соревнование было украинизировано в Соцзмага́ння.
- 2016 — село Соцзмагання было «декоммунизировано» и переименовано в Васильев Хутор.